# لويد غاردنر
لويد غاردنر (بالإنجليزية: Lloyd Gardner)‏ هو مؤرخ أمريكي، ولد في 1934.